# Raná (ort i Tjeckien, Ústí nad Labem, lat 50,41, long 13,78)
Raná är en ort i Tjeckien. Den ligger i regionen Ústí nad Labem, i den nordvästra delen av landet, 60 km nordväst om huvudstaden Prag. Raná ligger 290 meter över havet och antalet invånare är 235.
Terrängen runt Raná är platt åt sydväst, men åt nordost är den kuperad.Runt Raná är det ganska tätbefolkat, med 134 invånare per kvadratkilometer. Närmaste större samhälle är Most, 14,3 km nordväst om Raná. Trakten runt Raná består till största delen av jordbruksmark.